# Luis Adriano Piedrahíta Sandoval

Wappen von Luis Adriano Piedrahíta Sandoval

Luis Adriano Piedrahíta Sandoval (* 7. Oktober 1946 in Palmira; † 11. Januar 2021 in Santa Marta) war ein kolumbianischer Geistlicher und römisch-katholischer Bischof von Santa Marta.

## Leben
Luis Adriano Piedrahíta Sandoval besuchte das franziskanische Colegio Pío XII. und empfing nach seiner theologischen Ausbildung im Seminar von Cali und dem San Pedro Apóstol Major Seminar am 29. Oktober 1972 die Priesterweihe durch Alberto Uribe Urdaneta, Erzbischof von Cali. An der Päpstlichen Akademie Alfonsiana und an der Päpstlichen Lateranuniversität, beide in Rom, absolvierte er ein Studium der Moraltheologie. Nach seiner Rückkehr war er als Seelsorger in Cali tätig. Von 1979 bis 1988 war er Professor für Moraltheologie am Diözesanseminar.
Papst Johannes Paul II. ernannte ihn am 19. Juli 1999 zum Titularbischof von Centenaria und Weihbischof in Cali. Die Bischofsweihe spendete ihm der Erzbischof von Cali, Isaías Duarte Cancino, am 8. September desselben Jahres; Mitkonsekratoren waren Edgar de Jesús García Gil, Weihbischof in Cali, und Héctor Luis Gutiérrez Pabón, Bischof von Chiquinquirá.
Am 3. Juli 2007 ernannte ihn Papst Benedikt XVI. zum Bischof von Apartadó. Papst Franziskus ernannte ihn am 5. August 2014 zum Bischof von Santa Marta.
Piedrahíta starb am 11. Januar 2021 im Alter von 74 Jahren, nachdem er auf Grund einer SARS-CoV-2-Infektion in der Klinik Adivanti in Santa Marta intensivmedizinisch behandelt worden war.